# بيلي مورغان (لاعب كرة قدم)
بيلي مورغان (بالإنجليزية: Billy Morgan)‏ (3 نوفمبر 1891 في المملكة المتحدة - ) هو لاعب كرة قدم بريطاني (وحمل سابقاً جنسية المملكة المتحدة لبريطانيا العظمى وأيرلندا) في مركز الهجوم. لعب مع برمنغهام سيتي وشروزبري تاون وكريستال بالاس وكوفنتري سيتي والرابطة الحادية عشر لكرة القدم ‏.